# فيا أرتمان
فيا أرتمان (ولدت في 21 أغسطس 1929 في كايف، أبرشية سوم - 11 أكتوبر 2008 في سترنتشي) كانت ممثلة مسرحية وسينمائية لاتفية.

## الطفولة
ولدت فيا أرتمان في الوقت الذي كانت فيه لاتفيا دولة ذات سيادة. توفي والدها، فريسيس أرنولدز أرتمانيس، من أصل جزئي من البلطيق الألماني، في حادث يبلغ من العمر 19 عامًا، قبل أربعة أشهر فقط من ولادتها. عاشت والدتها آنا ريجينا زابورسكا، من أصل بولندي، كأم عزباء من خلال القيام بأعمال زراعية موسمية. كفتاة صغيرة، نشأت أرتمان وهي تلعب في الحقول. كانت مولعة بالزهور البرية وتعلمت عمل تنسيقات الزهور والدمى على الطراز اللاتفي التقليدي. بينما كانت والدتها تعمل لدى مالك عقارات، أرسل سيدها الشاب أرتمان لدراسة الموسيقى والرقص في فصل باليه لمدة عامين. ومع ذلك، في سن العاشرة، أصبحت شابة أرتمان فتاة راعية. عملت مع قطيع من الأبقار لأكثر من خمس سنوات، وبقيت على قيد الحياة حتى نهاية الحرب العالمية الثانية. في عام 1946 تخرجت من المدرسة الثانوية وكان لديها حلم في أن تصبح محامية من أجل جعل العالم مكانًا أفضل. في الوقت نفسه شاركت في تمثيل الهواة في مدرستها، وأصبحت مهتمة بالسينما والمسرح، وفي النهاية ساد شغفها بالتمثيل.